# Ујезд у Брну
Ујезд у Брну (чеш. Újezd u Brna) град је у Чешкој Републици. Град се налази у управној јединици Јужноморавски крај, у оквиру којег припада округу Брно-околина.

## Становништво
Према подацима о броју становника из 2014. године град је имао 3.203 становника.